# 81947 Fripp
81947 Fripp este o planetă minoră (asteroid) din centura de asteroizi. A fost descoperită pe 31 iulie 2000 la Observatorio de Cerro Tololo⁠(d) de Marc Buie⁠(d). 
Obiectul prezintă o orbită caracterizată de o semiaxă mare de 2,9983644040616 UAi, o excentricitate de 0,098342932181433, o înclinație de 1,3535972206068 ° în raport cu ecliptica.